# شين هييسون
شين هاي سون (هانغل: 신혜선)؛ هي ممثلة كورية جنوبية ولدت في 31 أغسطس 1989. ظهرت لأول مرة في المسلسل التلفزيوني المدرسة 2013.
في عام 2017 ، لعبت شين هاي سون دورها الرئيسي الأول وأصبحت مشهورة في الدراما في حياتي الذهبية، والتي حصلت على تصنيف 47.5٪ في الحلقة الأخيرة، الفترة الثانية من شعبيتها المتزايدة تبدأ من لا تلمس الاميرة.

## مهنة
2016-2012: بدايات المهنة وأدوار ثانوية
ظهرت شين هاي سون لأول مرة كممثلة من خلال الدراما التلفزيونية المدرسى 2013 ، وهي جزء من سلسلة School، لعبت شخصية ثانوية بنفس اسمها.
بدأت شين في الحصول على أدوار أكبر في عام 2015 مع يا شبحي ولقد كانت جميلة.
2017-2016:الاختراق
جاء إنجازها في عام 2016 مع Five Enough. في نفس العام، لعبت دور البطولة في الدراما الرومانسية الخيالية أسطورة البحر الأزرق.
في عام 2017 ، لعبت دورها السينمائي الرائد الأول في فيلم A Day. ثم لعب شين شخصية رئيسية في مسلسل الجريمة المشهود الغابة السرية. بعد فترة وجيزة، تم تمثيلها في دور البطولة لأول مرة مع دراما حياتي الذهبية لقناة كي بي إس 2. حققت الدراما نجاحًا كبيرًا في كوريا الجنوبية وتجاوزت تقييمات 40٪، مما أدى إلى زيادة شهرة شين.
2020 إلى الوقت الحاضر: ظهور الفيلم لأول مرة وشعبية متزايدة
في عام 2020 ، ظهرت شين في أول دور قيادي لها في الفيلم القانوني البراءة. تلقت تقييمات إيجابية لأدائها فيه وتم ترشيحها في فئة أفضل ممثلة جديدة في حفل توزيع جوائز أفلام التنين الأزرق41. في نوفمبر، ظهرت في فيلم Collectors  ولاحقًا في الدراما الشهيرة لا تلمس الاميرة على TVN.

## فيلموغرافيا
| السنة | عنوان            | الدور       | ملاحظة    |
| ----- | ---------------- | ----------- | --------- |
| 2014  | One Summer Night | سو را       | فيلم قصير |
| 2014  | Return Match     | جو يون      | فيلم قصير |
| 2016  | المدعي العنيف    | يون اه      |           |
| 2017  | A Day            | مي كيونغ    |           |
| 2020  | Innocence        | اهن جونغ أن |           |
| 2020  | Collectors       | امين يون    |           |
| 2024  | following        | هان سو را   | [ 16 ]    |

### مسلسلات تلفزيونية
| السنة   | العنوان                          | الدور                                         | القناة       | ملاحظات                                     |
| ------- | -------------------------------- | --------------------------------------------- | ------------ | ------------------------------------------- |
| 2012-13 | المدرسة 2013                     | شين هاي سون                                   | كي بي إس 2   |                                             |
| 2014    | عيون الملاك                      | تشا مين سو                                    | إس بي إس     |                                             |
| 2014    | مدرسة ثانوية ملك الشطارة         | هيا يون جو                                    | تي في ان     | [ 17 ]                                      |
| 2014-15 | شاب للأبد                        | هان مي سو                                     | VTV3         | الانتاج كوري فيتنامي                        |
| 2015    | يا شبحي                          | كانغ اون هي                                   | تي في ان     |                                             |
| 2015    | لقد كانت جميلة                   | هان سيول                                      | إم بي سي     |                                             |
| 2016    | خمسة كافية                       | لي يون تاي                                    | كي بي إس 2   |                                             |
| 2016    | اسطورة البحر الازرق              | تشا سي اه                                     | إس بي إس     |                                             |
| 2017-20 | الغابة السرية                    | يونغ أون سو                                   | تي في ان     | دور رئيسي(الموسم الاول)، ضيف(الموسم الثاني) |
| 2017-18 | حياتي الذهبية                    | سيو جي ان                                     | كي بي إس 2   |                                             |
| 2018    | ذات الثلاثين لاتزال بالسابعة عشر | وو سيو ري                                     | إس بي إس     |                                             |
| 2018    | ترنيمة الموت                     | يون سيم دوك                                   | إس بي إس     |                                             |
| 2019    | الملاك الاخير                    | لي يون سيو                                    | كي بي إس 2   |                                             |
| 2020-21 | لا تلمس الاميرة                  | الملكة كيم سو يونغ/ روح الطباخ جانغ بونغ هوان | تي في إن     |                                             |
| 2023    | أراك في حياتي التاسعة عشر        | بان جي إيوم / يون جو وون                      | تي في إن     | [ 19 ]                                      |
| 2023    | مرحبا بكم في سام دال-ري          | جو إيون هاي / جو سام دال                      | جاي تي بي سي | [ 20 ]                                      |
| 2024    | الى هايري خاصتي                  | جو يون هو / جو هاي ري                         | اي ان ا      | [ 21 ]                                      |

| سنة  | العنوان     | الفنان        | ملاحظات       |
| ---- | ----------- | ------------- | ------------- |
| 2013 | "Curious"   | براون آيد سول | [ 22 ] [ 23 ] |
| 2018 | "Feel Like" | Naul          | [ 24 ]        |
| 2018 | "Snowfall"  | g.o.d         | [ 25 ]        |

## روابط فنية
- شين هاي-سون على موقع IMDb (الإنجليزية)
- شين هاي-سون على موقع قاعدة بيانات الفيلم (الإنجليزية)
- شين هييسون على هانسينما
- شين هييسون على انستغرام